# السقيفة الكحلة

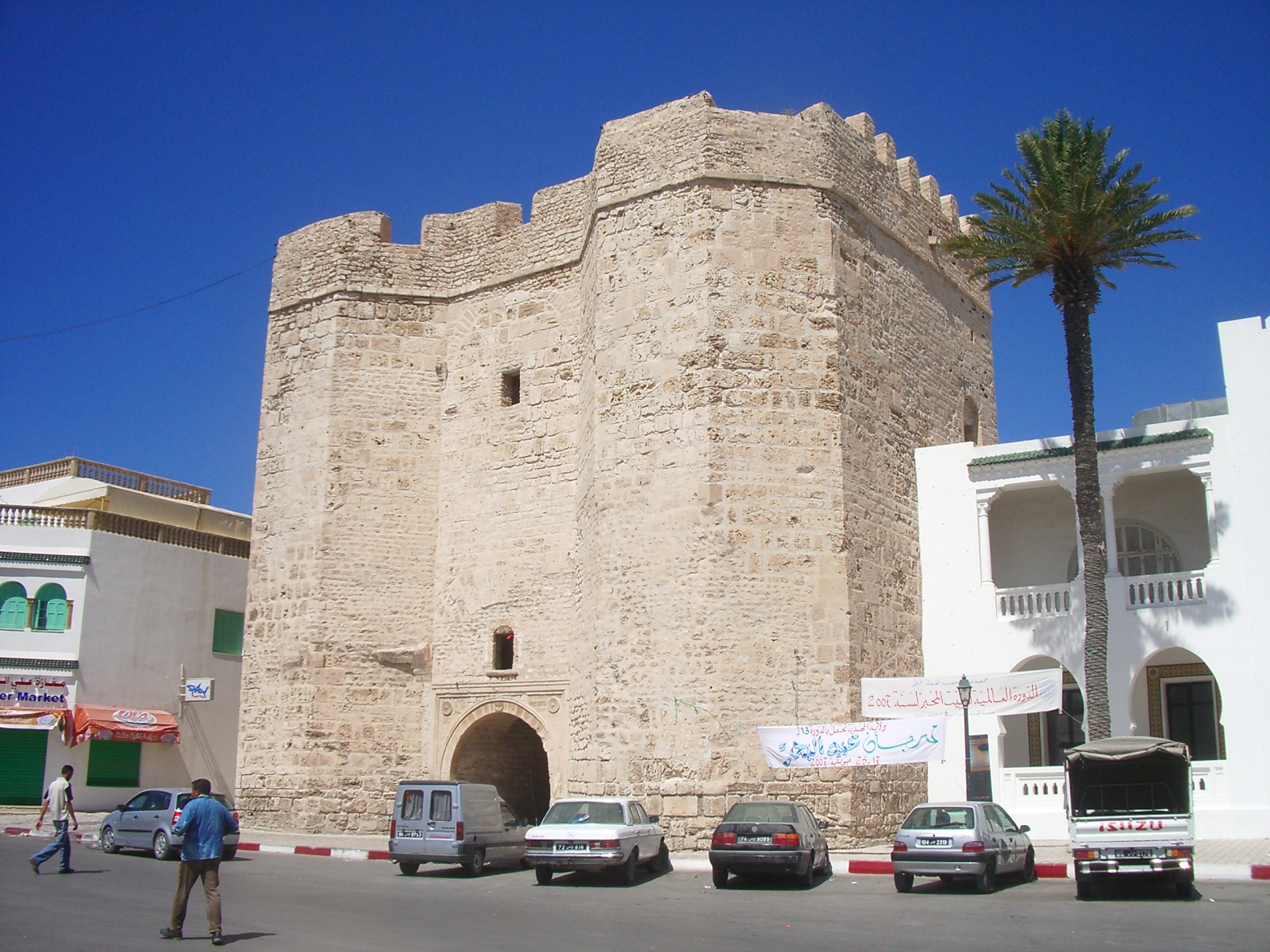
السقيفة الكحلة

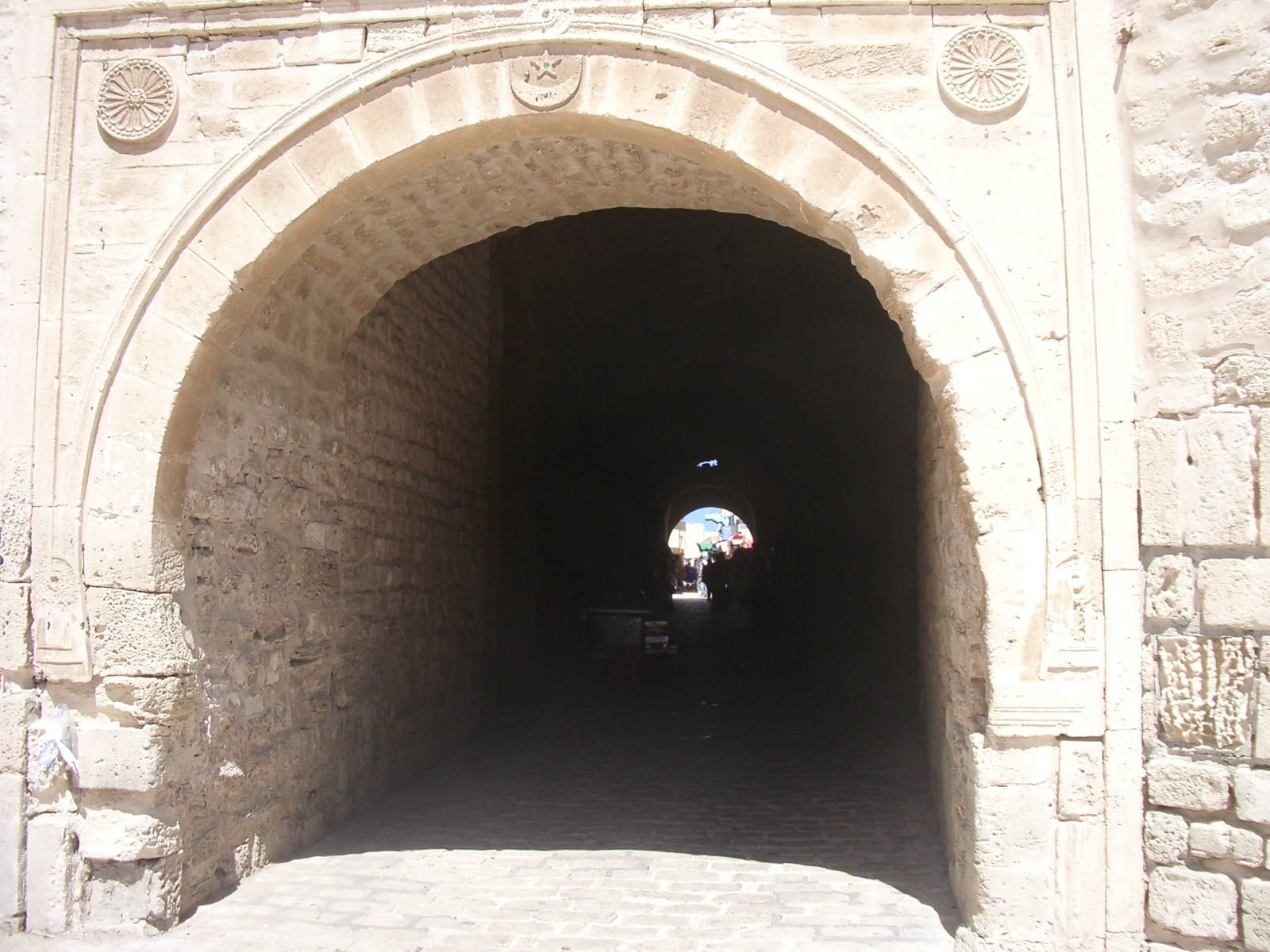
باب السقيفة

السقيفة الكحلة أو باب زويلة هي باب محصن في مدينة المهدية في تونس. أعيد إعمار السقيفة في القرن السادس عشر في مكان الباب الأصلي للمدينة التي دمرها الإسبان عندما انسحبوا من المدينة في 1554م. لا تزال هناك بقايا لجدار مدينة المهدية بارتفاع 10,8 متر. في داخل السقيفة ممر بطول 35 مترا يؤدي إلى المدينة القديمة حيث منطقة التجارة التقليدية والمساجد والمباني والأماكن العامة والمنازل، وفي نهاية المطاف إلى القلقة العثمانية «البرج الكبير». يتكون الباب من برج يمكن الصعود إليه من بناء متحف المهدية المتاخم للسقيفة، حيث يطل على مدينة رأس إفريقية وميناء المهدية.